# Iwrestledabearonce
Iwrestledabearonce (abreviado como IWABO) foi uma banda americana de metalcore formada em 2007 em Shreveport, Louisiana. Em seus nove anos juntos, eles lançaram um EP, quatro álbuns de estúdio e dois lançamento remixados.

## História
Formação, EP e It's All Happening (2008–2010)
Antes de formar o Iwrestledabearonce, o guitarrista Steven Bradley tocava numa banda de mathcore da Louisiana, Statues Cry Bleeding, que esteve ativa por volta de 2004 e se separou em algum momento de 2006. Bradley conheceu Krysta Cameron e, impressionado com os vocais guturais dela, decidiu começar ensaios com e outros músicos da região. O Iwrestledabearonce foi oficialmente formado em 2007, em Shreveport, Louisiana. O nome da banda foi inspirado por um comentário feito por Gary Busey no Comedy Central. Eles lançaram seu EP autointitulado em 2007 pela Bucket of Truth Recordings e, mais tarde, relançaram com uma nova arte de capa pela Tragic Hero Records. Esse lançamento atraiu uma pequena base de fãs cult devido ao estilo musical altamente experimental da banda. A atenção gerada foi suficiente para que eles conseguissem um baterista, Ryan Pearson. Devido à falta de um baterista durante a gravação do EP, todas as percussões foram feitas em um programa de bateria eletrônica.
O Iwrestledabearonce assinou com a Century Media em 2008 após participar de turnês em suporte ao EP, que os levou até o Canadá. O grupo então gravou e lançou seu álbum de estreia, It's All Happening, em 2 de junho de 2009 nos Estados Unidos e em 31 de agosto de 2009 nas lojas europeias. Entre junho e setembro de 2008, o single "Tastes Like Kevin Bacon" apareceu na lista "Devils Dozen" da estação de rádio Sirius Hard Attack, alcançando o 4º lugar entre as 12 músicas mais pedidas.
It's All Happening alcançou o 1º lugar na parada Billboard Top Heatseekers e o 122º lugar na parada Billboard 200 em seu lançamento em 2009. Em outubro do mesmo ano, o Iwrestledabearonce embarcou em sua segunda turnê fora dos EUA em suporte ao It's All Happening. A turnê "2009 Impericon Never Say Die", patrocinada pela Impericon Clothing e Jägermeister no Reino Unido e na Europa, contou com Architects, Despised Icon, As Blood Runs Black, Horse the Band, Oceano e The Ghost Inside. Em dezembro de 2009, eles foram os headliners de uma turnê pelos EUA e Canadá (The Tour That Stole Christmas), junto com Miss May I, Inhale Exhale e Of Machines. O grupo foi selecionado para o Van's Warped Tour de 2010, participando de 20 de julho a 15 de agosto de 2010. Durante o verão de 2009, a banda decidiu se mudar para Birmingham, Alabama.
Em 2010, a banda relançou It's All Happening como uma edição especial de 3 discos, incluindo o álbum original, um álbum de remixes e um DVD. Mais tarde, o grupo lançou um EP de remixes gratuito de 5 faixas intitulado It's All Dubstep.

### Ruining It for Everybodye a saída de Krysta Cameron (2011–2012)
Durante a gravação do novo álbum da banda, que foi revelado como Ruining It for Everybody, o guitarrista Steven Bradley afirmou que o novo álbum abraçaria o black metal, com a banda incorporando o uso de corpse paint. Ele expressou que todo o grupo concordou em não querer mais ser rotulado como uma banda com sufixo “core” e que o novo disco seria "90% black metal". Bradley disse: “Estávamos cansados de ser jogados junto com bandas de ‘cena’ e ‘qualquer coisa-core’, então decidimos abraçar nossas raízes e fazer black metal direto no novo álbum. Tivemos que mudar nossa imagem para combinar... porque isso é tão importante quanto, se não mais, do que a música.” A mudança para o black metal foi posteriormente confirmada como uma grande brincadeira organizada pela banda e pelo site de heavy metal MetalSucks. Uma música do álbum Ruining It for Everybody foi lançada no site, com a equipe confirmando que tudo era uma pegadinha e que o álbum não continha realmente black metal. O grupo fez a piada para parodiar e expor a atitude excessivamente séria de alguns fãs de black metal.
Após a revelação da brincadeira, Bradley comentou seriamente sobre o estilo do álbum, afirmando que "É mais pesado, mais cativante e melhor organizado do que qualquer coisa que fizemos até agora. Pegamos uma mistura realmente caótica de gêneros e a tornamos mais coesa."
Durante a Warped Tour de 2012, foi anunciado que a vocalista original, Krysta Cameron, estava grávida e teria que deixar a banda pelo restante da turnê. Ela foi substituída por Courtney LaPlante, ex-vocalista da Unicron, pelo resto da turnê. No entanto, o baixista Mike "Ricky" Martin afirmou no mesmo verão que Cameron seria substituída permanentemente por LaPlante, após Cameron anunciar que não retornaria à banda para passar mais tempo com sua família.

### Late for Nothing(2013–2014)
Em 24 de janeiro de 2013, a banda começou a compor músicas para seu terceiro álbum de estúdio. Em 25 de maio de 2013, foi anunciado em sua página no Facebook que haviam terminado as gravações do novo álbum, seguido por uma atualização em 7 de junho de 2013 informando que o álbum se chamaria Late for Nothing e seria lançado em 6 de agosto de 2013. Em 11 de junho de 2013, eles lançaram a primeira música do álbum, intitulada "Thunder Chunky". Em 25 de junho de 2013, a Century Media anunciou em seu site que "Firebees" seria lançada como single, juntamente com a pré-venda do álbum no iTunes. Late for Nothing foi lançado em 6 de agosto de 2013, junto com um videoclipe para a música "Boat Paddle". Steve Vai participou da faixa "Carnage Asada", contribuindo com partes de guitarra.

### Hail Marye separação (2015–2016)
O quarto álbum da banda, Hail Mary, foi lançado em 16 de junho de 2015 pela Artery Recordings. Devido à aquisição da gravadora pela Warner Bros. Records em 31 de agosto de 2017, esse seria o único álbum da banda a ser lançado pela Artery.
Após incertezas sobre o status do grupo e as posições de LaPlante e Stringer no Iwrestledabearonce, com o lançamento do novo projeto Spiritbox em outubro de 2017, um fã perguntou a LaPlante durante uma live no Instagram se o Iwrestledabearonce havia se separado. LaPlante confirmou na transmissão que ela não fazia mais parte da banda; acreditava-se amplamente que Stringer também havia saído do grupo, embora LaPlante tenha dito que não tinha certeza se a banda realmente havia se dissolvido. Em uma entrevista ao Loudwire em julho de 2019, ela explicou que ela e seu marido, Mike Stringer, saíram da banda por se sentirem desgastados pelo fato de serem "pessoas substitutas" (referindo-se ao fato de que nenhum dos dois era membro original), além de não quererem estagnar e preferirem fazer algo diferente. Embora a saída tenha sido anunciada em outubro de 2017, ambos tomaram a decisão de deixar a banda apenas alguns meses após o lançamento de Hail Mary em 2015.
Atualmente, LaPlante e Stringer tocam na banda Spiritbox. Bradley trabalha como fotógrafo, músico de estúdio e gerente de mídias sociais. Montgomery tocou brevemente com o Spiritbox como baterista de sessão. Martin começou seu próprio canal no YouTube, Worship & Tribute Nerd, que "examina quadrinhos, filmes, TV e cultura pop".

## Estilo musical e influências
Embora o Iwrestledabearonce fosse geralmente categorizado como metalcore, metal experimental, mathcore e deathcore, a música da banda é considerada mais diversa do que os rótulos sugerem. Isso se deve à frequência com que mudavam de gênero dentro das próprias músicas, variando entre jazz, metal progressivo, electro, synthpop e até música hillbilly. A banda também foi comparada ao grindcore.
O grupo tentava evitar categorizações a tal ponto que focava em misturar o máximo de gêneros possível. Suas músicas são conhecidas pelas mudanças caóticas de ritmo, alternando entre blast beats, breakdowns e, em seguida, contrastando rapidamente com interlúdios melódicos e "relaxados" no meio das faixas. As influências para o estilo musical da banda vêm de uma grande variedade de artistas, incluindo The Dillinger Escape Plan, Radiohead e Björk. Björk, em particular, foi mencionada como inspiração para os vocais cantados da ex-vocalista Krysta Cameron.

## Membros
| Última formação - Steven Bradley – guitarra principal (2007–2016), programação (2007, 2009–2016), guitarra rítmica (2013–2015, 2015–2016), bateria (2007) - Mikey Montgomery – bateria (2008–2016) - Mike "Rickshaw" Martin – baixo (2009–2016) | Membros anteriores - Brian Dozier – baixo (2007–2008) - Ryan Pearson – bateria (2007–2008) - Daniel Andrews – teclados, samples, programação (2007–2009) - Melissa Cameron – guitarra rítmica (2008–2009) - Dave Branch – baixo (2008–2009) - Krysta Cameron – vocais principais (2007–2012) - John Ganey – guitarra rítmica, programação (2007–2008, 2009–2013) - Courtney LaPlante – vocais principais (2012–2015) - Mike Stringer – guitarra rítmica (2015) |

Linha do tempo

## Discografia
| Ano  | Título                   | Gravadora     | Posições nas paradas | Posições nas paradas | Posições nas paradas | Posições nas paradas | Posições nas paradas |
| Ano  | Título                   | Gravadora     | US                   | US Hard Rock         | US Indie             | US Rock              | US Heat.             |
| ---- | ------------------------ | ------------- | -------------------- | -------------------- | -------------------- | -------------------- | -------------------- |
| 2009 | It's All Happening       | Century Media | 122                  | 16                   | —                    | 47                   | 1                    |
| 2011 | Ruining It for Everybody | Century Media | 80                   | 8                    | 13                   | 16                   | —                    |
| 2013 | Late for Nothing         | Century Media | 93                   | 9                    | 18                   | 25                   | —                    |
| 2015 | Hail Mary                | Artery        | 186                  | 5                    | 11                   | 20                   | —                    |

### EPs
- Iwrestledabearonce (2007)

### Álbuns remixados
- It's All Remixed (2010)
- It's All Dubstep (2010)

| Ano  | Música                                       | Álbum                    |
| ---- | -------------------------------------------- | ------------------------ |
| 2007 | "Ulrich Firelord: Breaker of Mountains"      | Iwrestledabearonce EP    |
| 2008 | "Tastes Like Kevin Bacon"                    | It's All Happening       |
| 2009 | "You Ain't No Family"                        | It's All Happening       |
| 2011 | "Karate Nipples"                             | Ruining It for Everybody |
| 2011 | "Next Visible Delicious"                     | Ruining It for Everybody |
| 2011 | "You Know That Ain't Them Dogs' Real Voices" | Ruining It for Everybody |
| 2014 | Firebees                                     | Late for Nothing         |
| 2015 | "Gift of Death"                              | Hail Mary                |

## Videografia
| Ano  | Música                                       | Diretor       |
| ---- | -------------------------------------------- | ------------- |
| 2007 | "Ulrich Firelord: Breaker of Mountains"      |               |
| 2008 | "Tastes Like Kevin Bacon"                    |               |
| 2009 | "You Ain't No Family"                        | David Anthony |
| 2010 | "See You in Shell"                           |               |
| 2010 | "Danger in the Manger"                       |               |
| 2010 | "The Cat's Pajamas"                          |               |
| 2011 | "You Know That Ain't Them Dogs' Real Voices" | Scott Henson  |
| 2012 | "I'm Gonna Shoot"                            |               |
| 2012 | "Button It Up"                               |               |
| 2012 | "Beary Scary Movie" DVD                      | Century Media |
| 2013 | "Boat Paddle"                                |               |
| 2015 | "Gift of Death"                              | Shan Dan      |

| 1. 2. 3. 4. 5. 6. 7. 8. 9. 10. 11. 12. 13. 14. 15. 16. 17. 18. 19. 20. 21. 22. 23. 24. 25. 26. 27. 28. 29. 30. 31. 32. 33. 34. 35. 36. 37. 38. 39. 40. 41. 42. 43. 44. 45. 46. 47. 48. 49. 50. 51. 52. 53. 54. 55. |